# ФК Пуебла
ФК Пуебла (на испански: FC Puebla) е мексикански футболен клуб от град Пуебла, който играе в мексиканска първа дивизия. Клубът е основан през 1944 г. и изиграва първия си мач през сезона 1943-44 в турнира за Купа Мексико. Клубът е печелил два пъти шампионата на Мексико през 1982/83 и 1989/90. Пуебла е носител на четири мексикански купи през 1945, 1953, 1987 и 1990 г.

## Успехи
- Първа дивизия:(2)1982-83, 1989-90
- Мексикански купа:(4)1945, 1943, 1987, 1990
- Втора дивизия:(2)2005, 2006